# Nakamura Manabu
Manabu Nakamura (sinh ngày 26 tháng 6 năm 1977) là một cầu thủ bóng đá người Nhật Bản.

## Sự nghiệp câu lạc bộ
Manabu Nakamura đã từng chơi cho Vegalta Sendai.